# Necydalis solida
Necydalis solida är en skalbaggsart som beskrevs av Bates 1884. Necydalis solida ingår i släktet stekelbockar, och familjen långhorningar. Inga underarter finns listade i Catalogue of Life.